# Paraleprodera epicedioides
Paraleprodera epicedioides är en skalbaggsart som först beskrevs av Francis Polkinghorne Pascoe 1866.  Paraleprodera epicedioides ingår i släktet Paraleprodera och familjen långhorningar. Inga underarter finns listade i Catalogue of Life.